# Оруэлл (река)
О́руэлл (англ. Orwell), в верхнем и среднем течении (от истока до города Ипсвич) — Гиппинг (англ. Gipping) — река на востоке Великобритании, протекающая по графству Суффолк. Длина реки — 34 километра. Площадь водосборного бассейна — 330 км².
Начинается у селения Мендлшем северо-восточнее города Стоумаркет. Течёт в юго-восточном направлении через Нидем-Маркет и Клейдон. Впадает в Северное море возле Филикстоу. В эстуарии реки также находится один из старейших городов Англии — Ипсвич, название которого происходит от искажённого слова Гиппинг.
В слове Orwell начало Or- происходит от древнего названия реки, возможно, до-кельтского, окончание -well, вероятно, имеет англо-саксонское происхождение.